# فرودگاه شهری کوولمن
فرودگاه شهری کوولمن (به انگلیسی: Coleman Municipal Airport) یک فرودگاه همگانی با کد یاتا COM است که یک باند فرود آسفالت دارد و طول باند آن ۱۳۷۳ متر است. این فرودگاه در شهر کولمن، تگزاس کشور ایالات متحده آمریکا قرار دارد و در ارتفاع ۵۱۷ متری از سطح دریا واقع شده‌است.